# Liste der Kulturdenkmäler in Weinbach
Die folgende Liste enthält die in der Denkmaltopographie ausgewiesenen Kulturdenkmäler auf dem Gebiet  der Gemeinde Weinbach, Landkreis Limburg-Weilburg, Hessen.
Hinweis: Die Reihenfolge der Denkmäler in dieser Liste orientiert sich zunächst an Ortsteilen und anschließend der Anschrift, alternativ ist sie auch nach der Bezeichnung, der vom Landesamt für Denkmalpflege vergebenen Nummer oder der Bauzeit sortierbar.
Kulturdenkmäler werden fortlaufend im Denkmalverzeichnis des Landes Hessen durch das Landesamt für Denkmalpflege Hessen auf Basis des Hessischen Denkmalschutzgesetzes (HDSchG) geführt. Die Schutzwürdigkeit eines Kulturdenkmals hängt nicht von der Eintragung in das Denkmalverzeichnis des Landes Hessen oder der Veröffentlichung in der Denkmaltopographie ab.

## Kulturdenkmäler nach Ortsteilen

### Blessenbach
| Bild            | Bezeichnung           | Lage                                        | Beschreibung | Bauzeit                | Objekt-Nr. |
| --------------- | --------------------- | ------------------------------------------- | ------------ | ---------------------- | ---------- |
| Bild gesucht BW | Dorfgemeinschaftshaus | Im Brühl 3 LageFlur: 5, Flurstück: 29/3     |              | 1954                   | 52780 DDB  |
| Bild gesucht BW | Evangelische Kirche   | Oberstraße 25 LageFlur: 6, Flurstück: 15    |              |                        | 52779 DDB  |
| Bild gesucht BW |                       | Unterstraße 10 LageFlur: 6, Flurstück: 40/1 |              | Anfang 19. Jahrhundert | 52781 DDB  |
| Bild gesucht BW |                       | Unterstraße 12 LageFlur: 6, Flurstück: 16/1 |              | 1795 bis 1805          | 52782 DDB  |

### Edelsberg
| Bild            | Bezeichnung                             | Lage                                        | Beschreibung | Bauzeit              | Objekt-Nr. |
| --------------- | --------------------------------------- | ------------------------------------------- | ------------ | -------------------- | ---------- |
| Bild gesucht BW | Sogenanntes Gemeindehaus                | Am Wingertsberg 1 LageFlur: 2, Flurstück: 9 |              | 1923                 | 52784 DDB  |
| Bild gesucht BW | Gesamtanlage Edelsberg                  | Gesamtanlage Edelsberg Lage                 |              |                      | 52783 DDB  |
| Bild gesucht BW | Ehemaliges Backhaus                     | Kirchstraße 1 LageFlur: 4, Flurstück: 48/3  |              | Ende 18. Jahrhundert | 52785 DDB  |
| Bild gesucht BW | Alte Schule/Ehemaliges Bürgermeisteramt | Kirchstraße 2 LageFlur: 3, Flurstück: 89/2  |              | 1830 bis 1840        | 52786 DDB  |
| Bild gesucht BW | Evangelische Kirche                     | Kirchstraße 4 LageFlur: 3, Flurstück: 90    |              | 1825 bis 1835        | 52787 DDB  |

### Elkerhausen
| Bild                             | Bezeichnung                                    | Lage | Beschreibung | Bauzeit                   | Objekt-Nr. |
| -------------------------------- | ---------------------------------------------- | --- | ------------ | ------------------------- | ---------- |
| Bild gesucht BW                  | Bahnhofsgebäude Fürfurt                        | Bahnhofsringstraße 1, Bahnhofsringstraße LageFlur: 11, Flurstück: 24/1, 24/2, 34/4                                               |              | 1862                      | 52798 DDB  |
| Bild gesucht BW                  | Alte Viehwaage                                 | Borngasse 2 LageFlur: 23, Flurstück: 22/2                                                                                        |              | 1895 bis 1905             | 52793 DDB  |
| Ehemalige Wasserburg Elkerhausen | Ehemalige Wasserburg Elkerhausen               | Burgring 18 LageFlur: 22, Flurstück: 8                                                                                           |              | 12. Jh., um 1500, 18. Jh. | 52789 DDB  |
| Bild gesucht BW                  | Sachgesamtheit Eisenbahn, Lahntalbahn III      | Eisenbahn, Bahnhofsringstraße 1, Bahnhofsringstraße, Bahnhof LageFlur: 11, 14, Flurstück: 24/1, 24/2. 25, 34/4, 34/5, 67/2, 19/1 |              |                           | 953269 DDB |
| Bild gesucht BW                  | Gesamtanlage Burgring                          | Gesamtanlage Burgring Lage |              |                           | 52788 DDB  |
| Bild gesucht BW                  | Schleusenanlage (Gemarkung Villmar Falkenbach) | Leinpfad, Lahn (Gew. II), Fürfurt LageFlur: 11, 14, Flurstück: 28, 70, 71, 88, 26/25                                             |              | 1859                      | 52799 DDB  |
| Bild gesucht BW                  |                                                | Obergasse 2 LageFlur: 23, Flurstück: 69                                                                                          |              | 1795 bis 1805             | 52791 DDB  |
| Bild gesucht BW                  | Eckständer                                     | Obergasse 5 LageFlur: 23, Flurstück: 83/2                                                                                        |              | 1595 bis 1605             | 52792 DDB  |
| Bild gesucht BW                  |                                                | Obergasse 31 LageFlur: 23, Flurstück: 95                                                                                         |              | 1825 bis 1875             | 52790 DDB  |
| Bild gesucht BW                  | Evangelische Kirche                            | Pfarrstraße 2 LageFlur: 23, Flurstück: 70                                                                                        |              | 1911                      | 52794 DDB  |
| Bild gesucht BW                  | Ehemaliges Pfarrhaus                           | Pfarrstraße 4 LageFlur: 23, Flurstück: 29/3                                                                                      |              | 1905 bis 1915             | 52796 DDB  |
| Bild gesucht BW                  | Ältestes Pfarrhaus                             | Pfarrstraße 17 LageFlur: 23, Flurstück: 53/3                                                                                     |              | 1525 bis 1575             | 52795 DDB  |
| Bild gesucht BW                  | Ehemalige Schule                               | Zum Lindig 2 LageFlur: 24, Flurstück: 35/2                                                                                       |              | 1914                      | 52797 DDB  |

### Freienfels
| Bild               | Bezeichnung          | Lage | Beschreibung                      | Bauzeit                | Objekt-Nr. |
| ------------------ | -------------------- | --- | --------------------------------- | ---------------------- | ---------- |
| Bild gesucht BW    |                      | Brunnenstraße 12 LageFlur: 5, Flurstück: 34/1                                                                     |                                   | 1703                   | 52801 DDB  |
| Bild gesucht BW    |                      | Brunnenstraße 21 LageFlur: 5, Flurstück: 16                                                                       |                                   | 1725 bis 1775          | 52802 DDB  |
| weitere Bilder     | Burgruine Freienfels | Burgberg LageFlur: 4, Flurstück: 9                                                                                |                                   | Anfang 14. Jahrhundert | 52800 DDB  |
| Bild gesucht BW    | Brunnen              | Burgstraße LageFlur: 5, Flurstück: 1/1                                                                            |                                   | 1850 bis 1900          | 52803 DDB  |
| Ehemaliger Bahnhof | Ehemaliger Bahnhof   | Mühlwiese 15 LageFlur: 1, Flurstück: 41/24                                                                        |                                   | 1891                   | 52805 DDB  |
| Bild gesucht BW    | Remmersteger Mühle   | Riemenstädter Weg 1, Weinbach, In der Mühlwies, In der Eckenau LageFlur: 1, 10, Flurstück: 9, 22/2, 23, 29/1, 6/2 |                                   |                        | 52804 DDB  |
| Bild gesucht BW    |                      | Weilstraße 2, Weil LageFlur: 1, 4, Flurstück: 1, 42/3, 5, 21/1, 21/4                                              | Wohnhaus der ehemaligen Sägemühle | 1919                   | 52806 DDB  |

### Gräveneck
| Bild                                             | Bezeichnung                                      | Lage | Beschreibung | Bauzeit       | Objekt-Nr. |
| ------------------------------------------------ | ------------------------------------------------ | --- | ------------ | ------------- | ---------- |
| Bild gesucht BW                                  | Sachgesamtheit Eisenbahn, Lahntalbahn III        | Bahnhofstraße, Unterm Hof, Unterdorf, Eisenbahn (DB 3710), Eisenbahn, Bahnhofstraße 15, 17, Auwald LageFlur: 48, 49, 61, 65, 74, Flurstück: 17/8, 18/6–8, 52/15, 1/2, 30, 31, 1/5, 59 |              |               | 953268 DDB |
| weitere Bilder                                   | Bahnhof Gräveneck                                | Bahnhofstraße 15/17, Bahnhofstraße LageFlur: 48, Flurstück: 17/6, 18/6, 18/7 |              | 1862          | 52811 DDB  |
| Bild gesucht BW                                  | Gräveneck-Tunnel                                 | Eisenbahn (DB 3710) LageFlur: 74, Flurstück: 59 |              | 1860–62       | 952437 DDB |
| Bild gesucht BW                                  | Gesamtanlage Lahnstraße                          | Gesamtanlage Lahnstraße Lage |              |               | 52807 DDB  |
| Ehemalige Erzaufbereitung der Grube Georg Joseph | Ehemalige Erzaufbereitung der Grube Georg Joseph | In der Au 1 LageFlur: 48, Flurstück: 19 |              | 1922          | 52812 DDB  |
| Evangelische Kirche                              | Evangelische Kirche                              | Lahnstraße LageFlur: 61, Flurstück: 60 |              | 1777          | 52809 DDB  |
| Bild gesucht BW                                  | Demmbach-Brücke                                  | Lahnstraße, Schottenbach LageFlur: 71, 74, Flurstück: 15, 20, 41/3, 29 |              | 1795 bis 1805 | 52814 DDB  |
| Bild gesucht BW                                  | Ehemaliges Pfarrhaus                             | Lahnstraße 39 LageFlur: 61, Flurstück: 61 |              | 1850          | 52810 DDB  |
| Gewölbekeller der ehemaligen Burg                | Ehemaliges Hofgut und Burg Gräveneck             | Lahnstraße 56, Unterdorf, Lahnstraße 58, Lahnstraße LageFlur: 61, Flurstück: 29/3, 30, 32, 35, 36                                                                                     |              | 1396          | 52808 DDB  |
| Katholische Pfarrkirche Christ König             | Katholische Pfarrkirche Christ König             | Mittelstraße 7 LageFlur: 51, Flurstück: 39 |              | 1956 bis 1966 | 721389 DDB |
| Bild gesucht BW                                  | Burgruine Neu-Elkerhausen                        | Raubschloß LageFlur: 75, Flurstück: 37 |              | 1352          | 52813 DDB  |

### Weinbach
| Bild                | Bezeichnung         | Lage                                                                 | Beschreibung | Bauzeit                | Objekt-Nr. |
| ------------------- | ------------------- | -------------------------------------------------------------------- | ------------ | ---------------------- | ---------- |
| Bild gesucht BW     |                     | Aulenhäuser Straße 6 LageFlur: 102, Flurstück: 50                    |              | Anfang 19. Jahrhundert | 52766 DDB  |
| Bild gesucht BW     |                     | Aulenhäuser Straße 8 LageFlur: 102, Flurstück: 55/1                  |              | 1795 bis 1805          | 52767 DDB  |
| Bild gesucht BW     |                     | Aulenhäuser Straße 22/24 LageFlur: 102, Flurstück: 59, 60            |              | 1675 bis 1685          | 52768 DDB  |
| Bild gesucht BW     |                     | Aulenhäuser Straße 26 LageFlur: 102, Flurstück: 63                   |              | 1725 bis 1775          | 52769 DDB  |
| Bild gesucht BW     |                     | Elkerhäuser Straße 6 LageFlur: 104, Flurstück: 81                    |              | 1725 bis 1775          | 52770 DDB  |
| Bild gesucht BW     |                     | Elkerhäuser Straße 10 LageFlur: 104, Flurstück: 79                   |              | 1695 bis 1705          | 52772 DDB  |
| Bild gesucht BW     | Denkmal 1870/71     | Grävenecker Straße (bei der Ev. Kirche) LageFlur: 105, Flurstück: 64 |              | 1871                   | 52777 DDB  |
| Bild gesucht BW     |                     | Grävenecker Straße 2 LageFlur: 105, Flurstück: 134/62                |              | 1625 bis 1675          | 52773 DDB  |
| Bild gesucht BW     |                     | Grävenecker Straße 9 LageFlur: 104, Flurstück: 66/2                  |              | 1725 bis 1775          | 52774 DDB  |
| Bild gesucht BW     |                     | Hahnstraße 4, Hahnstraße LageFlur: 102, Flurstück: 66/1, 66/2        |              | 1725 bis 1775          | 52775 DDB  |
| Bild gesucht BW     | Hofanlage           | Im Gäßchen 3 LageFlur: 102, Flurstück: 47                            |              | 1725 bis 1775          | 52771 DDB  |
| Evangelische Kirche | Evangelische Kirche | Kirchbergstraße o. Nr. LageFlur: 105, Flurstück: 65                  |              | 1225 bis 1275          | 52778 DDB  |
| Bild gesucht BW     |                     | Weilburger Straße 6/8 LageFlur: 101, Flurstück: 94, 96/2             |              | 1625 bis 1675          | 52776 DDB  |